# Cyprichromini
Die Cyprichromini, im Deutschen auch Kärpflings- oder Heringscichliden genannt, sind eine Tribus der Buntbarsche (Cichlidae). Die sieben Arten der Cyprichromini leben endemisch im Tanganjikasee in Ostafrika. Die Monophylie ist durch verschiedenen morphologische Merkmale und Untersuchung von DNA-Sequenzen erwiesen. Alle Kärpflingscichliden leben in großen Schwärmen im Freiwasser nah der Felsküste und ernähren sich von Plankton. Alle Kärpflingscichliden sind Maulbrüter.

## Merkmale
Die Cyprichromini sind kleine Buntbarsche mit langgestrecktem, schmalen Körper und Längen von 10 bis 14 cm. Das Maul ist endständig und stark vorstreckbar (protraktil). Die Färbung der Fische ist meist bräunlich, in vielen Fällen mit schwarzen oder leuchtenden gelben oder blauen Markierungen auf der langen Rückenflosse, der After- und Schwanzflosse und vertikalen Bändern in diesen Farben auf den Körperseiten.

## Innere Systematik
- Gattung Cyprichromis Scheuermann 1977
  - Cyprichromis coloratus (Takahashi & Hori, 2006)
  - Cyprichromis leptosoma (Boulenger, 1898)
  - Cyprichromis microlepidotus (Poll, 1956)
  - Cyprichromis pavo (Büscher, 1994)
  - Cyprichromis zonatus (Takahashi, Hori & Nakaya, 2002)
- Gattung Paracyprichromis Poll 1986
  - Paracyprichromis brieni (Poll, 1981)
  - Paracyprichromis nigripinnis (Boulenger, 1901)